# Curt Beil
Curt Beil, modernisiert auch Kurt Beil, (* 31. Oktober 1879 in Lettewitz; † 30. Juni 1945 in Kassel) war ein deutscher Bergbauingenieur und Unternehmer. Er war Bergwerksdirektor und Vorstandsmitglied der Wintershall Aktiengesellschaft.

## Leben
Er war der Sohn des Gutsbesitzers Carl Beil aus Lettewitz in der preußischen Provinz Sachsen. Nach dem Besuch der Oberrealschule der Franckeschen Stiftungen in Halle (Saale) studierte Curt Beil von 1901 bis 1905 an der Bergakademie Clausthal. Dort legte er das Examen als Diplom-Bergingenieur ab. Nach praktischer und beamtenrechtlicher Ausbildung im Stein- und Braunkohlenbergbau sowie später im Kalibergbau, wurde Curt Beil Betriebsführer, technischer Leiter und zuletzt Betriebsdirektor in der Wintershall Aktiengesellschaft. Er unternahm mehrere große Bildungsreisen durch Ostasien, Amerika und Europa und war Mitglied und Aufsichtsratsmitglied zahlreicher Gesellschaften.
1938 war er außerdem Inhaber der Firma Farbwerke Wilhelm Urban, die ursprünglich in Kassel gegründet worden war, aber zum damaligen Zeitpunkt ihren Sitz nach Spieskappel bei Frielendorf verlegt hatte. Diese Firma war bis 1952 im Handelsregister verzeichnet.
Laut Sterberegistereintrag starb er an inneren Verletzungen durch Freitod (Sturz aus dem Fenster).

## Schriften (Auswahl)
- Patent  DE551928C: Herstellung von Kaliumsulfat aus Kieserit und Chlorkalium ueber Kalimagnesia. Angemeldet am 9. Dezember 1927, veröffentlicht am 7. Juni 1932, Anmelder: Wintershall Akt.- Ges., Curt Beil.‌
- Trennung der Kalimagnesia von der Umsetzungslauge bei tiefen Temperaturen [...]. In: Chemisches Zentralblatt, 1933, S. 901.

## Familie
Curt Beil war verheiratet mit Minnie geborene Wagener. Aus der Ehe gingen zwei Söhne hervor. Sie lebten in Kassel, Humboldtstraße 14.

## Ehrungen
- Dr.-Ing. h. c.